# Sevillana (manzana)
Sevillana es el nombre de una variedad cultivar de manzano (Malus domestica). Esta manzana está cultivada en diversos viveros entre ellos algunos dedicados a conservación de árboles frutales en peligro de desaparición. Esta manzana es originaria de la  Provincia de Málaga  concretamente en el Valle del Guadiaro, donde tuvo su mejor época de cultivo comercial en la década de 1960, y actualmente en menor medida aún se encuentra.

## Sinónimos
- "Manzana Sevillana",[5]
- "Manzana Sevillana del Guadiaro",[7][8]

## Historia
'Sevillana' es una variedad de la Provincia de Málaga (Valle del Guadiaro), considerada incluida en las variedades locales autóctonas o de origen extranjero pero muy antiguas, cuyo cultivo se centraba en comarcas muy definidas. Se caracterizaban por su buena adaptación a sus ecosistemas y podrían tener interés genético en virtud de su adaptación. Se encontraban diseminadas por todas las regiones fruteras españolas, aunque eran especialmente frecuentes en la España húmeda. Estas se podían clasificar en dos subgrupos: de mesa y de sidra (aunque algunas tenían aptitud mixta).
'Sevillana' es una variedad clasificada como de mesa, difundido su cultivo en el pasado por los viveros comerciales y cuyo cultivo en la actualidad se ha reducido a huertos familiares y jardines privados.

## Características
El manzano de la variedad 'Sevillana' tiene un vigor Medio; florece del 8 de abril al 3 de mayo; tubo del cáliz variable, cónico, alargado y abierto llegando al eje del corazón, o en forma de embudo con el tubo fusiforme, y con los estambres situados bajos y abundantes.
La variedad de manzana 'Sevillana' tiene un fruto de tamaño más bien pequeño; forma cónica o cónico-truncada, con un contorno irregular, más o menos marcado, a veces inclinado de un lado; piel semi-fina; con color de fondo verde  blanquinoso con ausencia de chapa, sobre color leve, siendo el color del sobre color cobrizo, siendo su reparto a veces levemente cobriza en la parte de la insolación y recubierta de pruina blanco azulada, acusa lenticelas vistosas de tono blanco y verdoso juntamente con alguno aislado ruginoso, y una sensibilidad al "russeting" (pardeamiento áspero superficial que presentan algunas variedades) muy débil; pedúnculo totalmente hendido, corto rozando los bordes o sobresaliendo por encima de ellos, medianamente grueso pero casi siempre engrosado en su nacimiento, a veces, en su extremo saliente, forma cabeza carnosa que cierra la cavidad, anchura de la cavidad peduncular estrecha o media, profundidad de la cavidad pedúncular poco profunda, con bordes irregularmente ondulados, con fondo limpio de un verde vivo o con leve ruginosidad, e importancia del "russeting" en cavidad peduncular muy débil; 
anchura de la cavidad calicina estrecha, casi superficial o algo hundida, fruncida y comprimida, profundidad de la cav. calicina mediana, con bordes irregulares, y algunos inclinados de un lado, importancia del "russeting" en cavidad calicina ausente; ojo pequeño y cerrado; sépalos triangulares, compactos en su base con las puntas irregularmente vueltas hacia fuera.
Carne de color blanco ligeramente crema; textura dura, y fundente a la vez; sabor característico de la variedad, astringente; corazón pequeño, más bien centrado sin líneas que lo enmarquen. Eje abierto, hondo o simplemente agrietado. Celdas pequeñas o medias, semicirculares. Semillas cortas y de color claro.
La manzana 'Sevillana' tiene una época de maduración y recolección temprana en el verano, se recolecta desde mediados de julio hasta mediados de agosto. Se usa como manzana de mesa fresca.